# Her Crowning Glory
Her Crowning Glory és una pel·lícula muda de la Vitagraph possiblement dirigida per Laurence Trimble. Es tracta d'una comèdia domèstica d'una sola bobina protagonitzada per l'esquelètica Flora Finch i l'enorme John Bunny, com moltes d'altres de la parella i que es coneixien amb el sobrenom de “Bunnyfinches”. La pel·lícula es va estrenar el 12 de setembre de 1911.

## Argument
Mortimer és un vidu que té una filla petita a la que li consent absolutament tot. Un dia que el visita la seva germana Amelia, la nena és molt trapassera i per això Amelia el convenç de la necessitat de contractar una governanta que li inculqui una mica de disciplina, tot i que la nena ja té una mainadera. Aconsellat per la germana contracta una dona de la que s'enamora, sobretot per tenir una llarga cabellera. La dona no s'entén gens amb la nena, a la que castiga sovint, ni amb la mainadera però això no és obstacle per a que el pare li acabi demanant matrimoni. El dia abans de les noces la mainadera deixa unes tisores a la nena i la repta a tallar els cabells que tenen el seu pare embruixat. La noia no dubta a fer-ho mentre ella està adormida en un sofà. En arribar Mortimer a casa s'adona del que ha passat i aquest descobreix que amb els cabells curts no li agrada gens. La situació torna a ser com al principi quan la governanta s'acomiada, portant els seus cabells tallats a la bossa, i el pare es deixa tornar a governar per la seva filleta mentre sembla descobrir que potser la candidata ha ser la nova mare de la seva filla ha estat sempre a casa, la mainadera.

## Repartiment
- John Bunny (Mortimer)
- Flora Finch (la governanta)
- Helene Costello (Helen, la nena)
- Kate Price (Amelia)
- Mae Costello[3] (la mainadera)
- Edith Halleran (la criada)